# 麥原伸太郎
麥原伸太郎（本名：萩原伸一，1968年7月12日—）是日本東京都出身的漫画家。

## 經歷
1987年以「秋風的禮物」而獲得「第14次小學館新人喜劇兒童大賞部門藤子不二雄賞」佳作獲獎。1988年進入藤子·F·不二雄製作公司，此后擔任藤子·F·不二雄的助手。後來藤子在畫《多啦A夢：大雄的上鏈都市歷險記》第三回時過世，此后他繼承藤子的遺志，繼續編寫這部大長篇。此后到《大雄的太陽王傳說》期間的三部哆啦A夢大長篇都是由他執筆。現在在corocoro上連載的《哆啦A夢超棒球外傳》也是其作品。他被認為是藤子·F·不二雄最后的弟子。

## 逸聞
由於外貌像野比大雄，曾在與藤子‧F‧不二雄出訪外地時被拉去扮演大雄。

## 主要作品
（包括以「萩原伸一」名義發表的作品）
- 秋風的禮物
- Fのひとこま
- 大雄的發條都市冒險記（第3回之后）
- 大雄的南海大冒險
- 大雄的宇宙漂流記
- 大雄的太陽王傳說
- 大雄與奇蹟之島
- 大雄的秘密道具博物館
- 大雄的宇宙英雄記
- 大雄的南極冰天雪地大冒險 （四格漫畫）
- 大雄的新恐龍
- 哆啦A夢超棒球外傳
- 新哆啦A夢超棒球外傳
- 大家都愛哆啦A夢（文：乙武洋匡、繪：麥原伸太郎）
- ぼく！ミニドラえもん（単行本未發售）
- 朝から!ドラえもん（於朝日新聞每月連載的通識主題漫畫）

### 其他
- 哆啦A夢大雄的恐龍2006（おまけ漫画的作画）

## 師傅
- 藤子·F·不二雄

## 關聯條目
- 日本漫畫家列表
- 哆啦A夢超棒球外傳

1. ↑  . 2017-09-07. （原始内容存档于2017-09-08）.
2. ↑  . 2017-09-30. （原始内容存档于2017-10-01）.
3. ↑  . 2017-10-29. （原始内容存档于2017-11-01）.